# Bálint Virág
Bálint Virág (2 de novembro de 1973) é um matemático húngaro que trabalha no Canadá. Conhecido por seu trabalho em teoria das probabilidades, particularmente processos determinantais, teoria de matrizes aleatórias, passeio aleatório e outras questões probabilísticas sobre teoria dos grupos.
Obteve um Ph.D. na Universidade da Califórnia em Berkeley em 2000, orientado por Yuval Peres. Fez um pós-doutorado no Instituto de Tecnologia de Massachusetts. É desde 2003 Canada Research Chair na Universidade de Toronto.
Virág recebeu uma bolsa Sloan em 2004, o Prêmio Rollo Davidson de 2008, o Prêmio Coxeter–James de 2010 e o Prêmio John L. Synge de 2014. Foi palestrante convidado (Invited Speaker) do Congresso Internacional de Matemáticos de 2014.